# Индия Саммер
Джоди Джин Олсон (англ. Jody Jean Olson), больше известная как Индия Са́ммер (англ. India Summer) — американская эротическая модель и порноактриса.

## Биография
Джоди Олсон родилась 26 апреля 1975 года в Де-Мойне, штат Айова. Дебют Джоди как порноактрисы состоялся в 2004 году, с тех пор Индия Саммер (сценический псевдоним сравнивают с Indian Summer, что в переводе — бабье лето) снялась более чем в 1400 порнофильмах. В июле 2009 года Индия Саммер подписала эксклюзивный контракт со студией Girlfriends Films, специализирующейся исключительно на создании фильмов на лесбийскую тематику.
С 2011 года состоит в отношениях со своей партнёршей по съёмкам Принццесс.
В 2019 году включена в Зал славы AVN.

## Избранная фильмография
| Год  |   | Русское название | Оригинальное название | Роль            |
| ---- | - | ---------------- | --------------------- | --------------- |
| 2011 | с | Декстер          | Dexter                | девушка с Джоуи |

## Премии и номинации
- Номинант AVN Awards в номинации MILF года (Milf of the Year) в 2010[5][6], 2011[7] и 2013[8] годах и лауреат этой же номинации в 2012[9], 2014[10] и 2015[11] годах.
- Номинант AVN Award в номинации Лучшая актриса в 2010[6], 2013[8] и 2016 годах и лауреат в этой номинации в 2011 году за «An Open Invitation: A Real Swinger’s Party in San Francisco»[12].
- Лауреат CAVR Award 2010 в номинации MILF года (Milf of the Year)[13][14].
- Номинант AVN Award в номинации Лучшая актриса второго плана в 2011[7][15], 2012[16] и 2013 годах[8].
- Номинант XRCO Award в номинации MILF года в 2011 году[17][18] и лауреат этой же номинации в 2012[19] и 2015[20] годах.
- Номинант XBIZ Award в номинации MILF года (Milf of the Year) в 2011 году[21] и лауреат в той же номинации в 2012 году[22][23][24].
- Лауреат XRCO Award в номинации Невоспетые сирены (англ. Unsung Siren) в 2012 году[19].
- Лауреат XBIZ Award 2016 в номинациях Лучшая актриса и Лучшая сцена секса (совместно с Райаном Дриллером) за видео «Marriage 2.0»[25][26].